# The Brotherhood of the Snake
Brotherhood of the Snake es el undécimo álbum de la banda estadounidense de thrash metal, Testament. El cual fue lanzado el 28 de octubre de 2016 por Nuclear Blast Records. Es la primera grabación de estudio de la banda con el bajista Steve Di Giorgio desde First Strike Still Deadly (2001). Brotherhood of the Snake también marca la quinta colaboración de Testament con Andy Sneap, que había mezclado y diseñado todos sus álbumes desde The Gathering (1999) y producido Dark Roots of Earth (2012). El álbum debutó en el número veinte en la lista Billboard 200, lo que lo convierte en el segundo álbum más alto de Testament en los Estados Unidos, detrás de Dark Roots of Earth, que alcanzó el número doce cuatro años antes.

## Lista de canciones
1. Brotherhood Of the Snake
2. The Pale King
3. Stronghold
4. Seven Seals
5. Born In a Rut
6. Centuries Of Suffering
7. Neptune's Spear
8. Black Jack
9. Canna-Business
10. The Number Game
- Datos: Q24074935